# Dolenjske Toplice
 Dolenjske Toplice  est une commune située dans la région de la Basse-Carniole en Slovénie.

## Géographie
La commune est située à environ 10 km au sud-ouest de la ville de Novo Mesto. Elle est traversée par la rivière Sušica avant que celle-ci ne se jette dans la rivière Krka. La région, qui fait partie des Alpes dinariques, est une région thermale reconnue pour ses thermes dont les premières furent construites en 1658 à la demande des comtes d’Auersperg.

### Villages
Les villages de la commune sont Bušinec, Cerovec, Dobindol, Dolenje Gradišče, Dolenje Polje, Dolenje Sušice, Dolenjske Toplice, Drenje, Gabrje pri Soteski, Gorenje Gradišče, Gorenje Polje, Gorenje Sušice, Kočevske Poljane, Loška vas, Mali Rigelj, Meniška vas, Nova Gora, Občice, Obrh, Podhosta, Podstenice, Podturn pri Dolenjskih Toplicah, Sela pri Dolenjskih Toplicah, Selišče, Soteska, Stare Žage, Suhor pri Dolenjskih Toplicah, Veliki Rigelj et Verdun pri Uršnih selih.

## Démographie
Entre 1999 et 2021, la population de la commune est restée assez stable, aux alentours de 3 000 habitants,.
Évolution démographique
| 1999  | 2000  | 2001  | 2002  | 2003  | 2004  | 2005  | 2006  | 2007  |
| ----- | ----- | ----- | ----- | ----- | ----- | ----- | ----- | ----- |
| 3 292 | 3 311 | 3 316 | 3 364 | 3 360 | 3 387 | 3 411 | 3 428 | 3 429 |
| 2008  | 2009  | 2010  | 2011  | 2012  | 2013  | 2014  | 2015  | 2016  |
| 3 494 | 3 414 | 3 412 | 3 423 | 3 389 | 3 398 | 3 385 | 3 388 | 3 407 |
| 2017  | 2018  | 2019  | 2020  | 2021  |       |       |       |       |
| 3 447 | 3 436 | 3 489 | 3 553 | 3 592 |       |       |       |       |